# Joaquín Domínguez Bécquer
Joaquín Domínguez Bécquer (Sevilla, 25 de setembre de 1817 - 26 de juliol de 1879) va ser un pintor espanyol.

## Biografia
Format en l'Escola de Belles Arts de Sevilla, va ser encarregat per la cort d'Isabel II de la direcció dels treballs pictòrics realitzats en ocasió de la restauració dels Reales Alcázares de Sevilla, el que li va valer ser nomenat pintor honorari de cambra i mestre de dibuix dels nebots de la reina.
Reconegut exponent de la pintura costumista sevillana entre la seva producció pictòrica poden citar-se obres amb tema sevillà com La Plaza de la Maestranza de Sevilla, la Vista de Sevilla desde la Cruz del Campo y La Feria de Sevilla. També va realitzar retrats i obres amb temàtica històrica. La seva obra es troba representada al Museu de Belles Arts de Sevilla i, en més petita mesura, al Museu del Prado, el Museu de Romanticisme de Madrid i el Museu Thyssen de Màlaga.
Era cosí del també pintor costumista José Domínguez Bécquer i, per tant oncle dels seus fills, el poeta Gustavo Adolfo Bécquer i el pintor Valeriano Domínguez Bécquer.

## Obres
- El baile de gitanos (Palacio Real, Madrid)
- El día de carnaval al pie de la Lonja (Museo del Romanticisme, Madrid)
- La Feria de Sevilla Museu Thyssen de Màlaga
- Baile en el exterior de una venta Museu Thyssen de Màlaga